# Прескотт (остров)
Прескотт (англ. Prescott Island) — остров Канадского Арктического архипелага.

## География
Остров Прескотт самый крупный из пяти островов, расположенных у восточного берега острова Принца Уэлького. Остров лежит в проливе Пил, отделяющем остров Принца Уэльского от острова Сомерсет. Внешние островки западного побережья острова Сомерсет расположены в 23 км к востоку. Пять островов — Пандора (3,7 км к югу), Прескотт, Вивиан (3,7 км к северу), Лок и Бинстед (Binstead Island) — формируют барьер на входе в залив Браун, вдающийся в восточное побережье острова Принца Уэльского.
Остров Прескотт имеет почти правильную овальную форму. Максимальная длина составляет 30 км, максимальная ширина — 18 км. Площадь острова равна 412 км². Длина береговой линии 87 км.